# Liste der Pole-Setter der Formel 1
Die Liste der Pole-Setter der Formel 1 listet alle Pole-Setter von Grand-Prix-Rennen der Formel-1-Weltmeisterschaft (bis 1980: Automobil-Weltmeisterschaft) seit ihrer ersten Austragung in der Saison 1950 – nach Fahrern, Nationen, Konstrukteuren und Motorenherstellern getrennt – auf. Als Pole-Setter wird derjenige Fahrer behandelt, der – in der Regel durch die beste Rundenzeit in der finalen Qualifikation – das Anrecht erworben hat, von Platz 1 in der Startaufstellung zu starten.

## Nach Fahrern
Neben der Anzahl der errungenen Pole-Positions gibt die folgende Tabelle die jeweilige Pole-Quote – das Verhältnis zwischen der Anzahl von Pole-Positions zur Anzahl der Grand-Prix-Starts insgesamt – wieder. Darüber hinaus gibt sie sowohl die Zeitspanne an, in welcher der jeweilige Fahrer in der Formel 1 (nicht zwingend durchgehend) aktiv war, wie auch einen Überblick über die Fabrikate, mit denen er jeweils die Pole-Positions errang. Die Namen der für die Formel-1-Weltmeisterschaft 2025 unter Vertrag stehenden Fahrer sind grau hinterlegt.
Oscar Piastri war beim Großen Preis von China am 23. März 2025 der insgesamt 107. Fahrer, der bei mindestens einem Formel-1-Weltmeisterschaftslauf von der Pole-Position startete.
Seit seinem Start von der Pole-Position beim Großen Preis von Italien am 3. September 2017 ist Lewis Hamilton neuer Rekordhalter in dieser Statistik.

Fahrer mit den meisten Pole-Positions
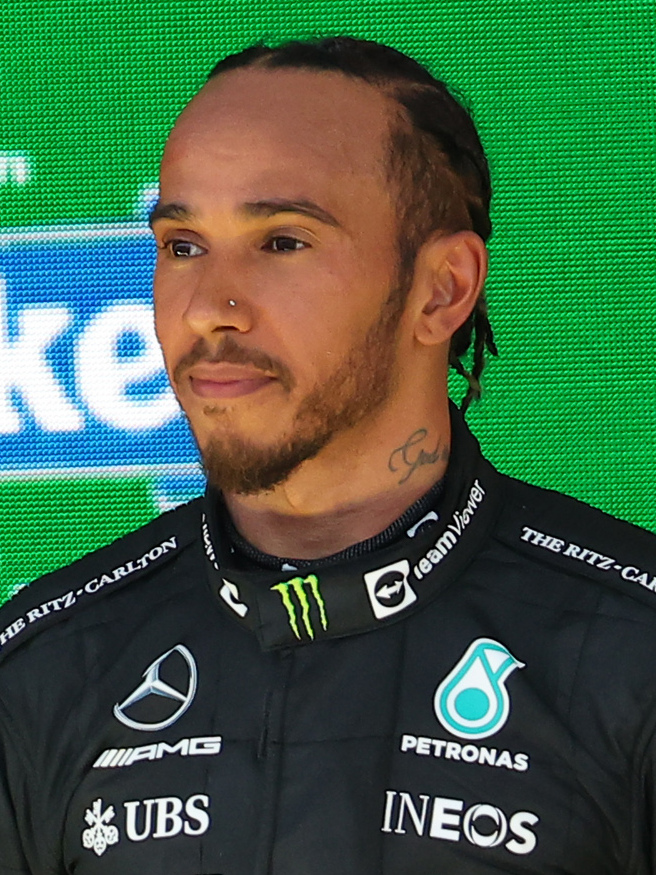
1. Lewis Hamilton
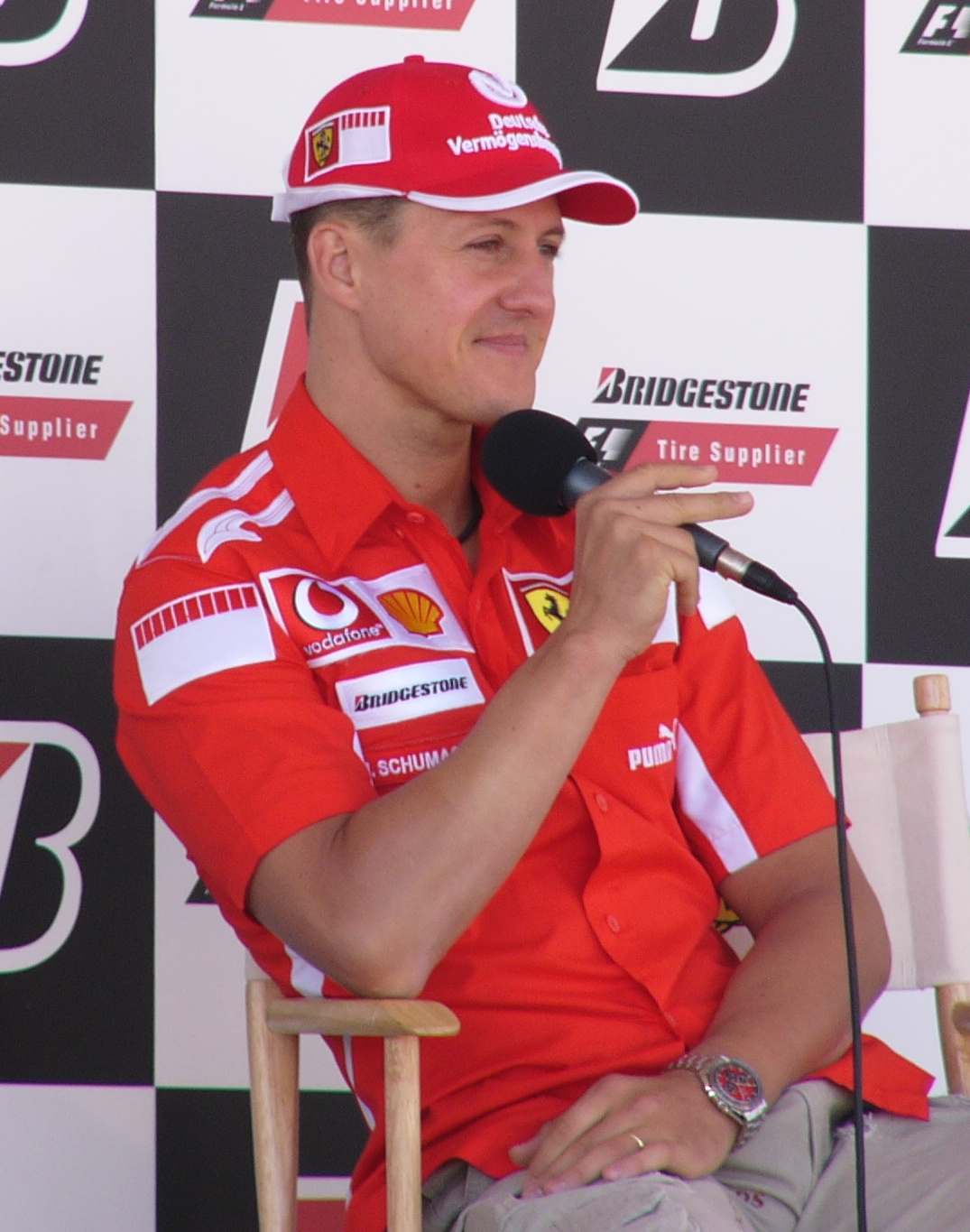
2. Michael Schumacher
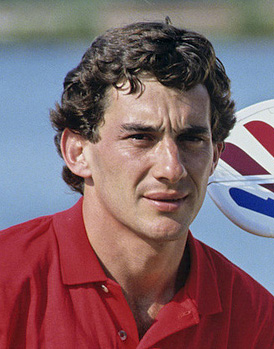
3. Ayrton Senna
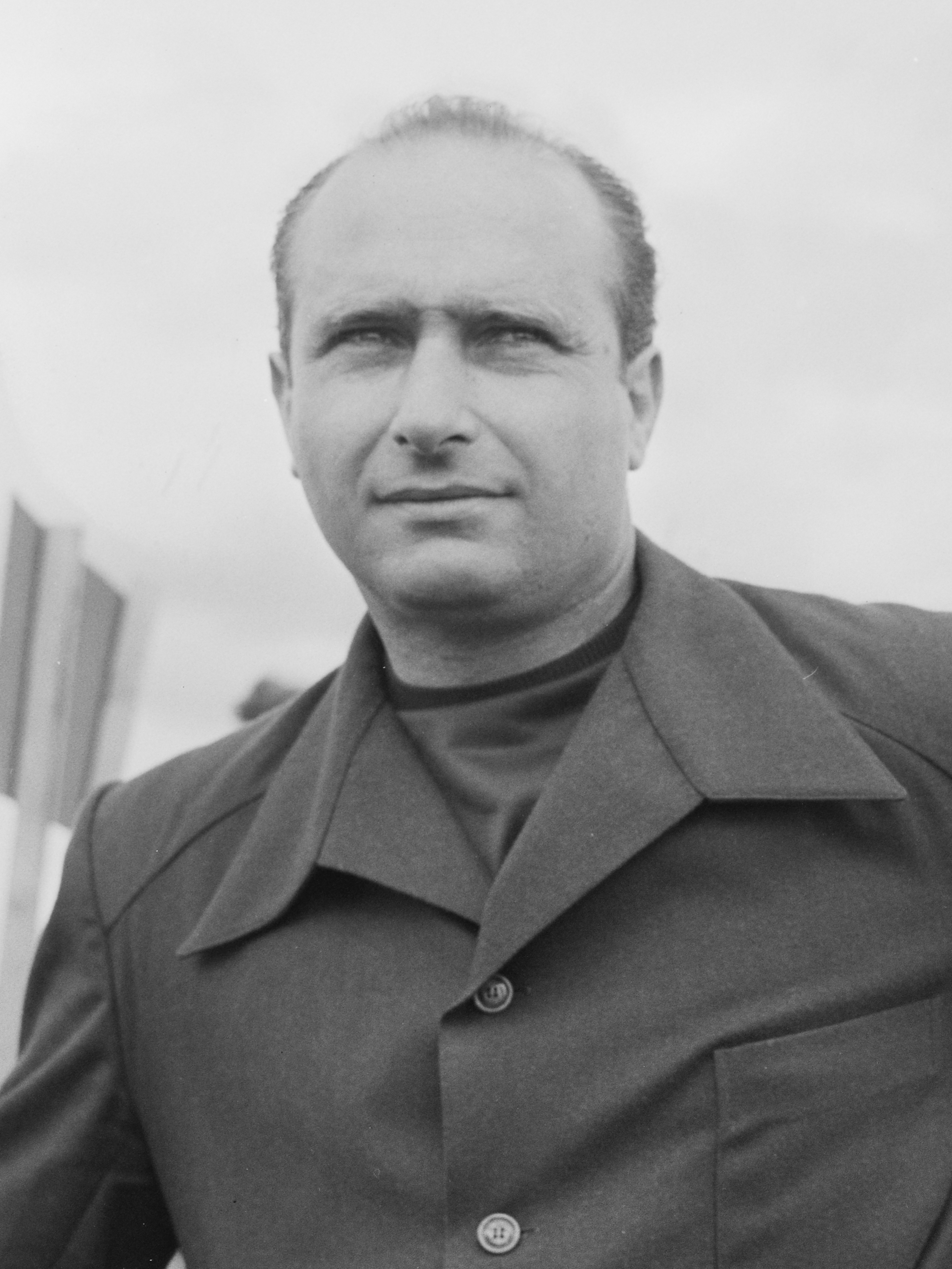
Beste Pole-Quote: Juan Manuel Fangio

Datenstand: Großer Preis von Ungarn 2025
| Platz | Fahrer                    | Nation                 | Poles | Starts | Quote   | von  | bis  | Poles je Konstrukteur                                         | Konstrukteur 2025 |
| ----- | ------------------------- | ---------------------- | ----- | ------ | ------- | ---- | ---- | ------------------------------------------------------------- | ----------------- |
| 01    | Lewis Hamilton★★★★★★★     | Vereinigtes Konigreich | 104   | 370    | 28,11 % | 2007 | 2025 | Mercedes (78), McLaren (26)                                   | Ferrari           |
| 02    | Michael Schumacher★★★★★★★ | Deutschland            | 068   | 307    | 22,15 % | 1991 | 2012 | Ferrari (58), Benetton (10)                                   |                   |
| 03    | Ayrton Senna★★★           | Brasilien              | 065   | 161    | 40,37 % | 1984 | 1994 | McLaren (46), Lotus (16), Williams (3)                        |                   |
| 04    | Sebastian Vettel★★★★      | Deutschland            | 057   | 299    | 19,06 % | 2007 | 2022 | Red Bull (44), Ferrari (12), Toro Rosso (1)                   |                   |
| 05    | Max Verstappen★★★★        | Niederlande            | 044   | 223    | 19,73 % | 2015 | 2025 | Red Bull (alle)                                               | Red Bull          |
| 06    | Jim Clark★★               | Vereinigtes Konigreich | 033   | 072    | 45,83 % | 1960 | 1968 | Lotus (alle)                                                  |                   |
| 0     | Alain Prost★★★★           | Frankreich             | 033   | 199    | 16,58 % | 1980 | 1993 | Williams (13), McLaren, Renault (je 10)                       |                   |
| 08    | Nigel Mansell★            | Vereinigtes Konigreich | 032   | 187    | 17,11 % | 1980 | 1995 | Williams (28), Ferrari (3), Lotus (1)                         |                   |
| 09    | Nico Rosberg★             | Deutschland            | 030   | 206    | 14,56 % | 2006 | 2016 | Mercedes (alle)                                               |                   |
| 10    | Juan Manuel Fangio★★★★★   | Argentinien            | 029   | 051    | 56,86 % | 1950 | 1958 | Alfa Romeo, Maserati (je 8), Mercedes (7), Ferrari (6)        |                   |
| 11    | Charles Leclerc           | Monaco                 | 027   | 161    | 16,77 % | 2018 | 2025 | Ferrari (alle)                                                | Ferrari           |
| 0     | Mika Häkkinen★★           | Finnland               | 026   | 161    | 16,15 % | 1991 | 2001 | McLaren (alle)                                                |                   |
| 13    | Niki Lauda★★★             | Osterreich             | 024   | 171    | 14,04 % | 1971 | 1985 | Ferrari (23), Brabham (1)                                     |                   |
| 0     | Nelson Piquet★★★          | Brasilien              | 024   | 204    | 11,76 % | 1978 | 1991 | Brabham (18), Williams (6)                                    |                   |
| 15    | Fernando Alonso★★         | Spanien                | 022   | 415    | 05,30 % | 2001 | 2025 | Renault (16), Ferrari (4), McLaren (2)                        | Aston Martin      |
| 16    | Damon Hill★               | Vereinigtes Konigreich | 020   | 115    | 17,39 % | 1992 | 1999 | Williams (alle)                                               |                   |
| 0     | Valtteri Bottas           | Finnland               | 020   | 246    | 8,13 %  | 2013 | 2024 | Mercedes (alle)                                               |                   |
| 18    | Mario Andretti★           | Vereinigte Staaten     | 018   | 128    | 14,06 % | 1968 | 1982 | Lotus (17), Ferrari (1)                                       |                   |
| 0     | René Arnoux               | Frankreich             | 018   | 149    | 12,08 % | 1978 | 1989 | Renault (14), Ferrari (4)                                     |                   |
| 0     | Kimi Räikkönen★           | Finnland               | 018   | 349    | 05,16 % | 2001 | 2021 | McLaren (11), Ferrari (7)                                     |                   |
| 21    | Jackie Stewart★★★         | Vereinigtes Konigreich | 017   | 099    | 17,17 % | 1965 | 1973 | Tyrrell (12), March (3), Matra (2)                            |                   |
| 22    | Stirling Moss             | Vereinigtes Konigreich | 016   | 066    | 24,24 % | 1951 | 1961 | Cooper (5), Lotus, Vanwall (je 4), Maserati (2), Mercedes (1) |                   |
| 0     | Felipe Massa              | Brasilien              | 016   | 269    | 05,95 % | 2002 | 2017 | Ferrari (15), Williams (1)                                    |                   |
| 24    | Alberto Ascari★★          | Italien                | 014   | 032    | 43,75 % | 1950 | 1955 | Ferrari (13), Lancia (1)                                      |                   |
| 0     | James Hunt★               | Vereinigtes Konigreich | 014   | 092    | 15,22 % | 1973 | 1979 | McLaren (alle)                                                |                   |
| 0     | Ronnie Peterson           | Schweden               | 014   | 123    | 11,38 % | 1970 | 1978 | Lotus (13), March (1)                                         |                   |
| 0     | Rubens Barrichello        | Brasilien              | 014   | 323    | 04,33 % | 1993 | 2011 | Ferrari (11), Brawn, Jordan, Stewart (je 1)                   |                   |
| 28    | Juan Pablo Montoya        | Kolumbien              | 013   | 094    | 13,83 % | 2001 | 2006 | Williams (11), McLaren (2)                                    |                   |
| 0     | Jacky Ickx                | Belgien                | 013   | 114    | 11,40 % | 1966 | 1979 | Ferrari (11), Brabham (2)                                     |                   |
| 0     | Jack Brabham★★★           | Australien             | 013   | 123    | 10,57 % | 1955 | 1970 | Brabham (8), Cooper (5)                                       |                   |
| 0     | Lando Norris              | Vereinigtes Konigreich | 013   | 142    | 09,15 % | 2019 | 2025 | McLaren (alle)                                                | McLaren           |
| 0     | Jacques Villeneuve★       | Kanada                 | 013   | 162    | 08,02 % | 1996 | 2006 | Williams (alle)                                               |                   |
| 0     | Graham Hill★★             | Vereinigtes Konigreich | 013   | 175    | 07,43 % | 1958 | 1975 | B.R.M. (8), Lotus (5)                                         |                   |
| 0     | Mark Webber               | Australien             | 013   | 215    | 06,05 % | 2002 | 2013 | Red Bull (alle)                                               |                   |
| 35    | Gerhard Berger            | Osterreich             | 012   | 210    | 05,71 % | 1984 | 1997 | Ferrari (7), McLaren (4), Benetton (1)                        |                   |
| 0     | David Coulthard           | Vereinigtes Konigreich | 012   | 246    | 04,88 % | 1994 | 2008 | McLaren (7), Williams (5)                                     |                   |
| 37    | Jochen Rindt★             | Osterreich             | 010   | 060    | 16,67 % | 1964 | 1970 | Lotus (8), Brabham (2)                                        |                   |
| 38    | John Surtees★             | Vereinigtes Konigreich | 008   | 111    | 07,21 % | 1960 | 1972 | Ferrari (4), Cooper, Honda, Lola, Lotus (je 1)                |                   |
| 0     | Riccardo Patrese          | Italien                | 008   | 256    | 03,13 % | 1977 | 1993 | Williams (6), Arrows, Brabham (je 1)                          |                   |
| 0     | Jenson Button★            | Vereinigtes Konigreich | 008   | 306    | 02,61 % | 2000 | 2016 | Brawn (4), BAR (2), Honda, McLaren (je 1)                     |                   |
| 41    | Jacques Laffite           | Frankreich             | 007   | 176    | 03,98 % | 1974 | 1986 | Ligier (alle)                                                 |                   |
| 42    | Phil Hill★                | Vereinigte Staaten     | 006   | 047    | 12,77 % | 1958 | 1964 | Ferrari (alle)                                                |                   |
| 0     | Jean-Pierre Jabouille     | Frankreich             | 006   | 049    | 12,24 % | 1975 | 1981 | Renault (alle)                                                |                   |
| 0     | Alan Jones★               | Australien             | 006   | 116    | 05,17 % | 1975 | 1986 | Williams (alle)                                               |                   |
| 0     | Emerson Fittipaldi★★      | Brasilien              | 006   | 144    | 04,17 % | 1970 | 1980 | Lotus (4), McLaren (2)                                        |                   |
| 0     | Carlos Reutemann          | Argentinien            | 006   | 146    | 04,11 % | 1972 | 1982 | Brabham, Ferrari, Williams (je 2)                             |                   |
| 0     | George Russell            | Vereinigtes Konigreich | 006   | 142    | 04,22 % | 2019 | 2025 | Mercedes (alle)                                               | Mercedes          |
| 0     | Ralf Schumacher           | Deutschland            | 006   | 180    | 03,33 % | 1997 | 2007 | Williams (5), Toyota (1)                                      |                   |
| 0     | Carlos Sainz jr.          | Spanien                | 006   | 219    | 02,74 % | 2015 | 2025 | Ferrari (alle)                                                | Williams          |
| 50    | Giuseppe Farina★          | Italien                | 005   | 033    | 15,15 % | 1950 | 1955 | Ferrari (3), Alfa Romeo (2)                                   |                   |
| 0     | Chris Amon                | Neuseeland             | 005   | 096    | 05,21 % | 1963 | 1976 | Ferrari (3), Matra (2)                                        |                   |
| 0     | Keke Rosberg★             | Finnland               | 005   | 114    | 04,39 % | 1978 | 1986 | Williams (4), McLaren (1)                                     |                   |
| 0     | Patrick Tambay            | Frankreich             | 005   | 114    | 04,39 % | 1977 | 1986 | Ferrari (4), Renault (1)                                      |                   |
| 0     | Clay Regazzoni            | Schweiz                | 005   | 132    | 03,79 % | 1970 | 1980 | Ferrari (4), B.R.M. (1)                                       |                   |
| 55    | Mike Hawthorn★            | Vereinigtes Konigreich | 004   | 045    | 08,89 % | 1952 | 1958 | Ferrari (alle)                                                |                   |
| 0     | Oscar Piastri             | Australien             | 004   | 060    | 06,67 % | 2023 | 2025 | McLaren (alle)                                                | McLaren           |
| 0     | Didier Pironi             | Frankreich             | 004   | 070    | 05,71 % | 1978 | 1982 | Ferrari, Ligier (je 2)                                        |                   |
| 0     | Giancarlo Fisichella      | Italien                | 004   | 229    | 01,75 % | 1996 | 2009 | Renault (2), Benetton, Force India (je 1)                     |                   |
| 0     | Jarno Trulli              | Italien                | 004   | 252    | 01,59 % | 1997 | 2011 | Renault, Toyota (je 2)                                        |                   |
| 60    | José Froilán González     | Argentinien            | 003   | 026    | 11,54 % | 1950 | 1960 | Ferrari (alle)                                                |                   |
| 0     | Tony Brooks               | Vereinigtes Konigreich | 003   | 038    | 07,89 % | 1956 | 1961 | Ferrari (2), Vanwall (1)                                      |                   |
| 0     | Teo Fabi                  | Italien                | 003   | 064    | 04,69 % | 1982 | 1987 | Benetton (2), Toleman (1)                                     |                   |
| 0     | Dan Gurney                | Vereinigte Staaten     | 003   | 086    | 03,49 % | 1959 | 1970 | Brabham (2), Porsche (1)                                      |                   |
| 0     | Elio de Angelis           | Italien                | 003   | 108    | 02,78 % | 1979 | 1986 | Lotus (alle)                                                  |                   |
| 0     | Jody Scheckter★           | Sudafrika 1961         | 003   | 112    | 02,68 % | 1972 | 1980 | Ferrari, Tyrrell, Wolf (je 1)                                 |                   |
| 0     | Jean-Pierre Jarier        | Frankreich             | 003   | 135    | 02,22 % | 1971 | 1983 | Shadow (2), Lotus (1)                                         |                   |
| 0     | Daniel Ricciardo          | Australien             | 003   | 257    | 01,16 % | 2011 | 2024 | Red Bull (alle)                                               |                   |
| 0     | Sergio Pérez              | Mexiko                 | 003   | 281    | 01,07 % | 2011 | 2024 | Red Bull (alle)                                               |                   |
| 69    | Stuart Lewis-Evans        | Vereinigtes Konigreich | 002   | 014    | 14,29 % | 1957 | 1958 | Vanwall (beide)                                               |                   |
| 0     | Gilles Villeneuve         | Kanada                 | 002   | 067    | 02,99 % | 1977 | 1982 | Ferrari (beide)                                               |                   |
| 0     | Jo Siffert                | Schweiz                | 002   | 096    | 02,08 % | 1962 | 1971 | B.R.M., Lotus (je 1)                                          |                   |
| 0     | John Watson               | Vereinigtes Konigreich | 002   | 152    | 01,32 % | 1973 | 1985 | Brabham (beide)                                               |                   |
| 0     | Heinz-Harald Frentzen     | Deutschland            | 002   | 157    | 01,27 % | 1994 | 2003 | Jordan, Williams (je 1)                                       |                   |
| 0     | Michele Alboreto          | Italien                | 002   | 194    | 01,03 % | 1981 | 1994 | Ferrari (beide)                                               |                   |
| 0     | Jean Alesi                | Frankreich             | 002   | 201    | 01,00 % | 1989 | 2001 | Benetton, Ferrari (je 1)                                      |                   |
| 76    | Duke Nalon                | Vereinigte Staaten     | 001   | 003    | 33,33 % | 1951 | 1953 | Kurtis Kraft                                                  |                   |
| 0     | Jerry Hoyt                | Vereinigte Staaten     | 001   | 004    | 25,00 % | 1950 | 1955 | Stevens                                                       |                   |
| 0     | Eddie Sachs               | Vereinigte Staaten     | 001   | 004    | 25,00 % | 1957 | 1960 | Ewing                                                         |                   |
| 0     | Walt Faulkner             | Vereinigte Staaten     | 001   | 005    | 20,00 % | 1950 | 1955 | Kurtis Kraft                                                  |                   |
| 0     | Dick Rathmann             | Vereinigte Staaten     | 001   | 005    | 20,00 % | 1950 | 1960 | Watson                                                        |                   |
| 0     | Bill Vukovich             | Vereinigte Staaten     | 001   | 005    | 20,00 % | 1951 | 1955 | Kurtis Kraft                                                  |                   |
| 0     | Pat O’Connor              | Vereinigte Staaten     | 001   | 005    | 20,00 % | 1954 | 1958 | Kurtis Kraft                                                  |                   |
| 0     | Pat Flaherty              | Vereinigte Staaten     | 001   | 006    | 16,67 % | 1950 | 1959 | Watson                                                        |                   |
| 0     | Jack McGrath              | Vereinigte Staaten     | 001   | 006    | 16,67 % | 1950 | 1955 | Kurtis Kraft                                                  |                   |
| 0     | Mike Parkes               | Vereinigtes Konigreich | 001   | 006    | 16,67 % | 1966 | 1967 | Ferrari                                                       |                   |
| 0     | Fred Agabashian           | Vereinigte Staaten     | 001   | 008    | 12,50 % | 1950 | 1957 | Kurtis Kraft                                                  |                   |
| 0     | Johnny Thomson            | Vereinigte Staaten     | 001   | 008    | 12,50 % | 1953 | 1960 | Lesovsky                                                      |                   |
| 0     | Eugenio Castellotti       | Italien                | 001   | 014    | 07,14 % | 1955 | 1957 | Lancia                                                        |                   |
| 0     | Wolfgang von Trips        | Deutschland            | 001   | 027    | 03,70 % | 1957 | 1961 | Ferrari                                                       |                   |
| 0     | Peter Revson              | Vereinigte Staaten     | 001   | 030    | 03,33 % | 1964 | 1974 | McLaren                                                       |                   |
| 0     | Lorenzo Bandini           | Italien                | 001   | 042    | 02,38 % | 1961 | 1967 | Ferrari                                                       |                   |
| 0     | Tom Pryce                 | Vereinigtes Konigreich | 001   | 042    | 02,38 % | 1974 | 1977 | Shadow                                                        |                   |
| 0     | Bruno Giacomelli          | Italien                | 001   | 069    | 01,45 % | 1977 | 1983 | Alfa Romeo                                                    |                   |
| 0     | Carlos Pace               | Brasilien              | 001   | 072    | 01,39 % | 1972 | 1977 | Brabham                                                       |                   |
| 0     | Vittorio Brambilla        | Italien                | 001   | 074    | 01,35 % | 1974 | 1980 | March                                                         |                   |
| 0     | Patrick Depailler         | Frankreich             | 001   | 095    | 01,05 % | 1972 | 1980 | Tyrrell                                                       |                   |
| 0     | Pastor Maldonado          | Venezuela              | 001   | 095    | 01,05 % | 2011 | 2015 | Williams                                                      |                   |
| 0     | Robert Kubica             | Polen                  | 001   | 097    | 01,03 % | 2006 | 2019 | BMW                                                           |                   |
| 0     | Joakim Bonnier            | Schweden               | 001   | 103    | 00,97 % | 1956 | 1971 | B.R.M.                                                        |                   |
| 0     | Heikki Kovalainen         | Finnland               | 001   | 111    | 00,90 % | 2007 | 2012 | McLaren                                                       |                   |
| 0     | Denis Hulme★              | Neuseeland             | 001   | 112    | 00,89 % | 1965 | 1974 | McLaren                                                       |                   |
| 0     | Thierry Boutsen           | Belgien                | 001   | 163    | 00,61 % | 1983 | 1993 | Williams                                                      |                   |
| 0     | Lance Stroll              | Kanada                 | 001   | 179    | 00,56 % | 2017 | 2025 | Racing Point                                                  | Aston Martin      |
| 0     | Nick Heidfeld             | Deutschland            | 001   | 183    | 00,55 % | 2000 | 2011 | Williams                                                      |                   |
| 0     | Kevin Magnussen           | Danemark               | 001   | 185    | 00,54 % | 2014 | 2024 | Haas                                                          |                   |
| 0     | Andrea de Cesaris         | Italien                | 001   | 208    | 00,48 % | 1980 | 1994 | Alfa Romeo                                                    |                   |
| 0     | Nico Hülkenberg           | Deutschland            | 001   | 241    | 00,41 % | 2010 | 2025 | Williams                                                      | Sauber            |

★ = Anzahl der Weltmeistertitel
1. 1 2 3 4 5 6 7 8 9 10 11  Fahrer trat lediglich beim Indy 500 an, das zwischen 1950 und 1960 im Rahmen der „Automobil-Weltmeisterschaft“ (erst ab 1981 „Formel-1-Weltmeisterschaft“) ausgetragen wurde; Fahrzeuge nach Formel-1-Reglement waren dort allerdings nicht zugelassen.

## Nach Nationen

Nation mit den meisten Pole-Positions: Vereinigtes Königreich

Die folgende Tabelle erfasst die Anzahl aller Pole-Positions nach Fahrernationen aufgeschlüsselt. Zudem zeigt sie die Zahl der Fahrer an, die jeweils für eine Nation erfolgreich waren, sowie die Namen der drei häufigsten Pole-Setter eines Landes.
Die Namen der Nationen, unter deren Flagge mindestens ein Fahrer für die Formel-1-Weltmeisterschaft 2025 unter Vertrag steht, sind grau hinterlegt.
Anmerkung: Als Fahrernation wird i. d. R. das Herkunftsland eines Fahrers bezeichnet. Dies muss nicht zwingend auch das Geburtsland des Piloten sein (siehe Jochen Rindt). In neuerer Zeit wird die Nation eines Fahrers danach bestimmt, mit welcher Lizenz er antritt (siehe Nico Rosberg).
Datenstand: Großer Preis von Ungarn 2025
| Platz | Nation                 | Poles | Anzahl Fahrer | Erfolgreichste Fahrer (Poles)                                            |
| ----- | ---------------------- | ----- | ------------- | ------------------------------------------------------------------------ |
| 01    | Vereinigtes Königreich | 309   | 19            | Lewis Hamilton (104), Jim Clark (33), Nigel Mansell (32)                 |
| 02    | Deutschland            | 166   | 08            | Michael Schumacher (68), Sebastian Vettel (57), Nico Rosberg (30)        |
| 03    | Brasilien              | 126   | 06            | Ayrton Senna (65), Nelson Piquet (24), Felipe Massa (16)                 |
| 04    | Frankreich             | 079   | 09            | Alain Prost (33), René Arnoux (18), Jacques Laffite (7)                  |
| 05    | Finnland               | 070   | 05            | Mika Häkkinen (26), Valtteri Bottas (20), Kimi Räikkönen (18)            |
| 06    | Italien                | 048   | 13            | Alberto Ascari (14), Riccardo Patrese (8), Giuseppe Farina (5)           |
| 07    | Österreich             | 046   | 03            | Niki Lauda (24), Gerhard Berger (12), Jochen Rindt (10)                  |
| 08    | Niederlande            | 044   | 01            | Max Verstappen (alle)                                                    |
| 09    | Australien             | 039   | 05            | Jack Brabham, Mark Webber (je 13), Alan Jones (6)                        |
| 0     | Vereinigte Staaten     | 039   | 15            | Mario Andretti (18), Phil Hill (6), Dan Gurney (3)                       |
| 11    | Argentinien            | 038   | 03            | Juan Manuel Fangio (29), Carlos Reutemann (6), José Froilán González (3) |
| 12    | Spanien                | 028   | 02            | Fernando Alonso (22), Carlos Sainz jr. (6)                               |
| 13    | Monaco                 | 027   | 01            | Charles Leclerc (alle)                                                   |
| 14    | Kanada                 | 016   | 03            | Jacques Villeneuve (13), Gilles Villeneuve (2), Lance Stroll (1)         |
| 15    | Schweden               | 015   | 02            | Ronnie Peterson (14), Joakim Bonnier (1)                                 |
| 16    | Belgien                | 014   | 02            | Jacky Ickx (13), Thierry Boutsen (1)                                     |
| 17    | Kolumbien              | 013   | 01            | Juan Pablo Montoya (alle)                                                |
| 18    | Schweiz                | 007   | 02            | Clay Regazzoni (5), Jo Siffert (2)                                       |
| 19    | Neuseeland             | 006   | 02            | Chris Amon (5), Denis Hulme (1)                                          |
| 20    | Mexiko                 | 003   | 01            | Sergio Pérez (alle)                                                      |
| 0     | Südafrika              | 003   | 01            | Jody Scheckter (alle)                                                    |
| 22    | Dänemark               | 001   | 01            | Kevin Magnussen                                                          |
| 0     | Polen                  | 001   | 01            | Robert Kubica                                                            |
| 0     | Venezuela              | 001   | 01            | Pastor Maldonado                                                         |

unterstrichen = in der Saison 2025 aktive Fahrer

## Nach Konstrukteuren

Konstrukteur mit den meisten Pole-Positions: Ferrari

Neben der Anzahl der errungenen Pole-Positions und Ersten Reihen gibt die folgende Tabelle die im Verhältnis zu den Grand-Prix-Starts stehende jeweilige Pole-Quote wieder. Darüber hinaus gibt sie sowohl die Zeitspanne an, in welcher der jeweilige Konstrukteur in der Formel 1 (nicht zwingend durchgehend) aktiv war, wie auch einen Überblick über die erfolgreichsten Fahrer auf dem Fabrikat.
Die Konstrukteure, die für die Formel-1-Weltmeisterschaft 2025 eingeschrieben sind, sind grau hinterlegt.
Anmerkung: Die Liste führt den Kurznamen des Konstrukteurs auf. In Klammern sind gegebenenfalls mögliche Alternativbezeichnungen genannt, unter denen der Konstrukteur in Teilzeiträumen antrat oder bekannt war. Die Nation steht für das Land, mit dessen Lizenz der Konstrukteur antritt. Das muss nicht identisch sein mit dem Land, in dem der Konstrukteur seinen operativen Sitz hat.
Datenstand: Großer Preis von Ungarn 2025
| Platz | Konstrukteur                           | Nation                 | Poles | Starts | Quote   | Erste Reihen | von  | bis  | Erfolgreichste Fahrer (Poles)                                                                  |
| ----- | -------------------------------------- | ---------------------- | ----- | ------ | ------- | ------------ | ---- | ---- | ---------------------------------------------------------------------------------------------- |
| 01    | Ferrari                                | Italien                | 254   | 1112   | 22,84 % | 85           | 1950 | 2025 | Michael Schumacher (58), Charles Leclerc (27), Niki Lauda (23)                                 |
| 02    | McLaren                                | Vereinigtes Konigreich | 172   | 0984   | 17,48 % | 69           | 1966 | 2025 | Ayrton Senna (46), Mika Häkkinen, Lewis Hamilton (je 26)                                       |
| 03    | Mercedes                               | Deutschland            | 143   | 0331   | 43,20 % | 83           | 1954 | 2025 | Lewis Hamilton (79), Nico Rosberg (30), Valtteri Bottas (20)                                   |
| 04    | Williams                               | Vereinigtes Konigreich | 128   | 0840   | 15,24 % | 62           | 1973 | 2025 | Nigel Mansell (28), Damon Hill (20), Alain Prost, Jacques Villeneuve (je 13)                   |
| 05    | Lotus                                  | Vereinigtes Konigreich | 107   | 0491   | 21,79 % | 14           | 1958 | 1994 | Jim Clark (33), Mario Andretti (17), Ayrton Senna (16)                                         |
| 06    | Red Bull                               | Osterreich             | 107   | 0407   | 26,29 % | 28           | 2005 | 2025 | Max Verstappen/Sebastian Vettel (je 44), Mark Webber (13)                                      |
| 07    | Renault (Alpine)                       | Frankreich             | 051   | 0464   | 10,99 % | 22           | 1977 | 2025 | Fernando Alonso (16), René Arnoux (14), Alain Prost (10)                                       |
| 08    | Brabham                                | Vereinigtes Konigreich | 039   | 0394   | 9,90 %  | 06           | 1962 | 1992 | Nelson Piquet (18), Jack Brabham (8)                                                           |
| 09    | Benetton                               | Italien                | 015   | 0260   | 5,77 %  | 01           | 1986 | 2001 | Michael Schumacher (10), Teo Fabi (2), Jean Alesi, Gerhard Berger, Giancarlo Fisichella (je 1) |
| 10    | Tyrrell                                | Vereinigtes Konigreich | 014   | 0430   | 3,26 %  | 01           | 1970 | 1998 | Jackie Stewart (12), Patrick Depailler, Jody Scheckter (je 1)                                  |
| 11    | Alfa Romeo                             | Italien                | 012   | 0110   | 10,91 % | 09           | 1950 | 1985 | Juan Manuel Fangio (8), Giuseppe Farina (2), Andrea de Cesaris, Bruno Giacomelli (je 1)        |
| 12    | B.R.M. (British Racing Motors)         | Vereinigtes Konigreich | 011   | 0197   | 5,58 %  | 0–           | 1951 | 1977 | Graham Hill (8), Joakim Bonnier, Clay Regazzoni, Jo Siffert (je 1)                             |
| 0     | Cooper                                 | Vereinigtes Konigreich | 011   | 0128   | 8,59 %  | 03           | 1950 | 1969 | Jack Brabham, Stirling Moss (je 5), John Surtees (1)                                           |
| 14    | Maserati                               | Italien                | 010   | 0070   | 14,29 % | 02           | 1950 | 1960 | Juan Manuel Fangio (8), Stirling Moss (2)                                                      |
| 15    | Ligier                                 | Frankreich             | 009   | 0326   | 2,76 %  | 05           | 1976 | 1996 | Jacques Laffite (7), Didier Pironi (2)                                                         |
| 16    | Vanwall                                | Vereinigtes Konigreich | 007   | 0028   | 25,00 % | 03           | 1954 | 1960 | Stirling Moss (4), Stuart Lewis-Evans (2), Tony Brooks (1)                                     |
| 17    | Kurtis Kraft                           | Vereinigte Staaten     | 006   | 0012   | 50,00 % | 05           | 1950 | 1960 | Fred Agabashian, Walt Faulkner, Bill Vukovich (je 1)                                           |
| 18    | Brawn                                  | Vereinigtes Konigreich | 005   | 0017   | 29,41 % | 01           | 2009 | 2009 | Jenson Button (4), Rubens Barrichello (1)                                                      |
| 0     | March                                  | Vereinigtes Konigreich | 005   | 0205   | 2,44 %  | 02           | 1970 | 1992 | Jackie Stewart (3), Vittorio Brambilla, Ronnie Peterson (je 1)                                 |
| 20    | Matra                                  | Frankreich             | 004   | 0060   | 6,67 %  | 0–           | 1966 | 1972 | Chris Amon, Jackie Stewart (je 2)                                                              |
| 21    | Shadow                                 | Vereinigtes Konigreich | 003   | 0104   | 2,88 %  | 0–           | 1973 | 1980 | Jean-Pierre Jarier (2), Tom Pryce (1)                                                          |
| 0     | Toyota                                 | Japan                  | 003   | 0139   | 2,16 %  | 01           | 2002 | 2009 | Jarno Trulli (2), Ralf Schumacher (1)                                                          |
| 23    | BAR (British American Racing)          | Vereinigtes Konigreich | 002   | 0117   | 1,71 %  | 0–           | 1999 | 2005 | Jenson Button (beide)                                                                          |
| 0     | Honda                                  | Japan                  | 002   | 0089   | 2,25 %  | 0–           | 1964 | 2008 | Jenson Button, John Surtees (je 1)                                                             |
| 0     | Jordan                                 | Irland                 | 002   | 0250   | 0,80 %  | 0–           | 1991 | 2005 | Rubens Barrichello, Heinz-Harald Frentzen (je 1)                                               |
| 0     | Lancia                                 | Italien                | 002   | 0004   | 50,00 % | 0–           | 1954 | 1955 | Alberto Ascari, Eugenio Castellotti (je 1)                                                     |
| 0     | Watson                                 | Vereinigte Staaten     | 002   | 0009   | 22,22 % | 01           | 1950 | 1960 | Pat Flaherty, Dick Rathmann (je 1)                                                             |
| 28    | Arrows                                 | Vereinigtes Konigreich | 001   | 0382   | 0,26 %  | 0–           | 1978 | 2002 | Riccardo Patrese                                                                               |
| 0     | BMW                                    | Deutschland            | 001   | 0070   | 1,43 %  | 0–           | 2006 | 2009 | Robert Kubica                                                                                  |
| 0     | Ewing                                  | Vereinigte Staaten     | 001   | 0002   | 50,00 % | 0–           | 1950 | 1960 | Eddie Sachs                                                                                    |
| 0     | Force India                            | Indien                 | 001   | 0203   | 0,49 %  | 0–           | 2008 | 2018 | Giancarlo Fisichella                                                                           |
| 0     | Haas                                   | Vereinigte Staaten     | 001   | 0204   | 0,49 %  | 0–           | 2014 | 2025 | Kevin Magnussen                                                                                |
| 0     | Lesovsky                               | Vereinigte Staaten     | 001   | 0009   | 11,11 % | 0–           | 1950 | 1960 | Johnny Thomson                                                                                 |
| 0     | Lola                                   | Vereinigtes Konigreich | 001   | 0148   | 0,68 %  | 0–           | 1962 | 1997 | John Surtees                                                                                   |
| 0     | Porsche                                | Deutschland            | 001   | 0030   | 3,33 %  | 0–           | 1957 | 1964 | Dan Gurney                                                                                     |
| 0     | Aston Martin (Racing Point)            | Vereinigtes Konigreich | 001   | 0151   | 0,66 %  | 0–           | 2018 | 2025 | Lance Stroll                                                                                   |
| 0     | Stevens                                | Vereinigte Staaten     | 001   | 0006   | 16,67 % | 0–           | 1950 | 1956 | Jerry Hoyt                                                                                     |
| 0     | Stewart                                | Vereinigtes Konigreich | 001   | 0049   | 2,04 %  | 0–           | 1997 | 1999 | Rubens Barrichello                                                                             |
| 0     | Toleman                                | Vereinigtes Konigreich | 001   | 0057   | 1,75 %  | 0–           | 1981 | 1985 | Teo Fabi                                                                                       |
| 0     | Toro Rosso (Alpha Tauri, Racing Bulls) | Italien                | 001   | 0389   | 0,26 %  | 0–           | 2006 | 2025 | Sebastian Vettel                                                                               |
| 0     | Wolf (Walter Wolf Racing)              | Vereinigtes Konigreich | 001   | 0047   | 2,13 %  | 0–           | 1977 | 1979 | Jody Scheckter                                                                                 |

unterstrichen = in der Saison 2025 für den Konstrukteur aktive Fahrer
1. ↑  Als Erste Reihe zählen unabhängig von der Startformation immer die Startplätze 1 und 2.
2. ↑  Erstes Engagement 1975–1985 als Equipe Renault; später Einsatz ab 2002 als Renault F1 Team. Erst seit 2021 als Alpine F1 Team gemeldet, um die Sportwagensparte von Renault zu bewerben. Organisatorisch und besitztechnisch weiter Renault-Werksteam.
3. ↑  Bis 2020 als Racing Point angetreten, seit 2021 aus Sponsoringgründen als Aston Martin F1 Team. Jedoch keine Mehrheitsbeteiligung des Automobilherstellers Aston Martin und keine Beziehung zum ehemaligen Aston Martin-Werksteam.
4. ↑  Ab 2006 zunächst als Toro Rosso; von 2020–2023 aus Sponsorgründen als Scuderia AlphaTauri an und seit 2024 als Visa Cashapp Racing Bulls.

## Nach Motorenherstellern

Motorenhersteller mit den meisten Pole-Positions: Ferrari

Die Namen der Hersteller, deren Motoren für die Formel-1-Weltmeisterschaft 2025 in Kombination mit mindestens einem Konstrukteur eingeschrieben sind, sind grau hinterlegt.
Die Spalte „Motor“ führt den Kurznamen des Herstellers auf. In Klammern sind gegebenenfalls mögliche Alternativbezeichnungen genannt, unter denen der Hersteller in Teilzeiträumen Motoren lieferte oder bekannt war und die für diese Statistik berücksichtigt wurden.
Anmerkung: Alle großen Motorenhersteller wie Ferrari, Mercedes, Ford oder Renault lieferten in der Vergangenheit eigene Triebwerke auch unter Sponsoringnamen oder sonstigen abweichenden Markennamen. Die Anzahl der Starts bezieht sich grundsätzlich auf die unter eigenem Namen gelieferten Motoren sowie die in Klammern genannten Alternativen. In den allermeisten Fällen traten zu den Rennen ohnehin auch die Originalfabrikate an, weswegen dies auf die Anzahl der Starts wenig Auswirkung hat – bspw. belieferte Renault 2016–2018 neben seinem Werksteam parallel unter dem Branding TAG Heuer auch Red Bull. In diesem Beispiel zählen dagegen die als Mecachrome weiterentwickelten und eingesetzten Renault-Motoren in der Saison 1998 nicht zur Renault-Statistik. Renault selbst belieferte in dieser Saison auch keine weiteren Teams.
Datenstand: Großer Preis von Ungarn 2025
| Platz | Motor                            | Nation                 | Poles | Starts | Quote   | Erste Reihen | von  | bis  | Erfolgreichste Fahrer (Poles) |
| ----- | -------------------------------- | ---------------------- | ----- | ------ | ------- | ------------ | ---- | ---- | --- |
| 01    | Ferrari                          | Italien                | 253   | 1114   | 22,71 % | 085          | 1950 | 2025 | Michael Schumacher (58), Charles Leclerc (27), Niki Lauda (23)                                                                                         |
| 02    | Mercedes                         | Deutschland            | 243   | 0601   | 40,43 % | 127          | 1954 | 2025 | Lewis Hamilton (79), Nico Rosberg (30), Mika Häkkinen (26)                                                                                             |
| 03    | Renault (TAG Heuer)              | Frankreich             | 216   | 0761   | 28,38 % | 108          | 1977 | 2025 | Sebastian Vettel (44), Alain Prost (23), Damon Hill (20)                                                                                               |
| 04    | Ford (Ford-Cosworth)             | Vereinigte Staaten     | 139   | 0523   | 26,58 % | 079          | 1963 | 2004 | Jackie Stewart, Mario Andretti (je 17), James Hunt, Ronnie Peterson (je 14)                                                                            |
| 05    | Honda                            | Japan                  | 090   | 0481   | 18,71 % | 044          | 1964 | 2021 | Ayrton Senna (46), Max Verstappen (12), Nigel Mansell (11)                                                                                             |
| 06    | Climax                           | Vereinigtes Konigreich | 044   | 0096   | 45,83 % | 016          | 1957 | 1969 | Jim Clark (26), Stirling Moss (9), Jack Brabham (5) |
| 07    | RBPT (Honda RBPT)                | Vereinigtes Konigreich | 034   | 0082   | 41,46 % | 004          | 2022 | 2025 | Max Verstappen (31), Sergio Pérez (3) |
| 08    | BMW                              | Deutschland            | 033   | 0270   | 12,22 % | 008          | 1952 | 2009 | Nelson Piquet (12), Juan Pablo Montoya (11), Ralf Schumacher (5)                                                                                       |
| 09    | Alfa Romeo                       | Italien                | 015   | 0215   | 06,98 % | 009          | 1950 | 1988 | Juan Manuel Fangio (8), Giuseppe Farina, John Watson (je 2)                                                                                            |
| 10    | Maserati                         | Italien                | 011   | 0108   | 10,19 % | 002          | 1950 | 1969 | Juan Manuel Fangio (8), Stirling Moss (2), John Surtees (1)                                                                                            |
|       | B.R.M.                           | Vereinigtes Konigreich | 011   | 0189   | 05,82 % | 00–          | 1951 | 1977 | Graham Hill (8), Joakim Bonnier, Jo Siffert, Clay Regazzoni (je 1)                                                                                     |
| 12    | Offenhauser                      | Vereinigte Staaten     | 010   | 0012   | 83,33 % | 009          | 1950 | 1960 | Walt Faulkner, Bill Vukovich, Fred Agabashian, Jack McGrath, Jerry Hoyt, Pat Flaherty, Pat O’Connor, Dick Rathmann, Johnny Thomson, Eddie Sachs (je 1) |
| 13    | TAG Porsche (TAG Turbo, Porsche) | Deutschland            | 008   | 0103   | 07,77 % | 001          | 1958 | 1991 | Alain Prost (6), Dan Gurney, Keke Rosberg (je 1) |
| 14    | Vanwall                          | Vereinigtes Konigreich | 007   | 0028   | 25,00 % | 003          | 1954 | 1960 | Stirling Moss (4), Stuart Lewis-Evans (2), Tony Brooks (1)                                                                                             |
|       | Repco                            | Australien             | 007   | 0033   | 21,21 % | 003          | 1966 | 1969 | Jack Brabham (5), Jochen Rindt (2) |
| 16    | Matra                            | Frankreich             | 004   | 0125   | 03,20 % | 00–          | 1968 | 1982 | Chris Amon, Jacques Laffite (je 2) |
| 17    | Toyota                           | Japan                  | 003   | 0140   | 02,14 % | 001          | 2002 | 2009 | Jarno Trulli (2), Ralf Schumacher (1) |
| 18    | Lancia                           | Italien                | 002   | 04     | 50,00 % | 00–          | 1954 | 1955 | Alberto Ascari, Eugenio Castellotti (je 1) |
|       | Hart                             | Vereinigtes Konigreich | 002   | 0145   | 01,38 % | 00–          | 1981 | 1997 | Teo Fabi, Rubens Barrichello (je 1) |
| 20    | Novi                             | Vereinigte Staaten     | 001   | 06     | 16,67 % | 00–          | 1950 | 1960 | Duke Nalon |
|       | Playlife                         | Frankreich             | 001   | 049    | 02,04 % | 00–          | 1998 | 2000 | Giancarlo Fisichella |
|       | Mugen-Honda                      | Japan                  | 001   | 0147   | 00,68 % | 00–          | 1992 | 2000 | Heinz-Harald Frentzen |
|       | Cosworth                         | Vereinigtes Konigreich | 001   | 0199   | 00,50 % | 00–          | 2005 | 2013 | Nico Hülkenberg |

unterstrichen = in der Saison 2025 für den Hersteller aktive Fahrer
1. ↑  Als Erste Reihe zählen unabhängig von der Startformation immer die Startplätze 1 und 2.
2. ↑  Produktionsstandort anfangs in Stuttgart, nach dem Wiedereinstieg ab 1993 bei Ilmor Engineering, die zuvor auch als eigenständiger Motorenlieferant auftraten. Bis 2005 übernahm Mercedes das Unternehmen vollständig (heute Mercedes AMG HPP). Eine Pole-Position wurde von Racing Point mit BWT Mercedes genannten Mercedes-Motoren eingefahren.
3. ↑  Renault belieferte das Red-Bull-Team 2016–2018 unter dem Branding TAG Heuer mit Motoren. Die unter diesem Namen errungenen drei Pole-Positions wurden Renault zugerechnet.
4. 1 2  Ford ließ zwischen 1967 und 2004 seine F1-Triebwerke hauptsächlich beim britischen Motorenhersteller Cosworth bauen. Die meisten Einsätze erfolgten als Ford-Cosworth, teils auch direkt als Ford. Zuvor von 1963–1966 bereits einige Starts ohne Beteiligung von Cosworth. 2005/2006 sowie 2010–2013 trat Cosworth auch unter eigenem Namen im Grand-Prix-Sport an, konnte aber ohne die finanziellen Mittel des Autoherstellers nur noch eine Pole-Position erringen.
5. ↑  2022 zunächst als RBPT angetreten mit dem übernommenen Motor von Honda. Seit 2023 als Honda RBPT.
6. ↑  Offenhauser war bis in die 1970er Jahre einer der führenden Motorenlieferanten des Indy 500. Das Rennen war von 1950 bis 1960 offiziell Teil der Automobil-Weltmeisterschaft, Fahrzeuge nach Formel-1-Reglement nahmen allerdings nicht daran teil.
7. ↑  Zwischen 1983 und 1987 baute Porsche im Auftrag der TAG Group SA Motoren und lieferte diese an McLaren, das Triebwerk hieß offiziell TAG Turbo. Eine Pole-Position davon gelang 1962 als Porsche direkt.
8. ↑  Einsatz von aufgearbeiteten Renault und Supertech Motoren als Playlife.
9. ↑  Mugen (heute M-TEC) ist ein japanisches Tuningunternehmen für Honda-Fahrzeuge und lieferte zwischen 1992 und 2000 Formel-1-Motoren auf Basis von Honda-Triebwerken an verschiedene Teams.

## Nach Reifenherstellern

Reifenhersteller mit den meisten Pole-Positions: Goodyear

Die folgende Tabelle gibt neben der Anzahl der Pole-Positions die im Verhältnis zu den Grand-Prix-Starts stehende jeweilige Pole-Quote der Reifenlieferanten wieder. Darüber hinaus gibt sie sowohl die Zeitspanne an, in welcher der jeweilige Hersteller in der Formel 1 (nicht zwingend durchgehend) aktiv war, wie auch einen Überblick über die erfolgreichsten Fahrer auf dem Reifen.
Anmerkung: Seit der Weltmeisterschaft 2007 gibt es nur noch jeweils einen Reifenhersteller, der allen Teams Reifen als Einheitslieferant zur Verfügung stellt. Von 2007 bis 2010 war dies Bridgestone, seit 2011 liefert Pirelli die Reifen. Insoweit findet seitdem – wie auch in früheren Zeiten eines Einheitslieferanten – kein Wettbewerb verschiedener Hersteller mehr statt.
Pirelli ist als aktueller Lieferant grau hinterlegt.
Datenstand: Großer Preis von Ungarn 2025
| Platz | Reifen        | Nation                 | Poles | Starts | Quote   | von  | bis  | Erfolgreichste Fahrer (Poles)                                                                  |
| ----- | ------------- | ---------------------- | ----- | ------ | ------- | ---- | ---- | ---------------------------------------------------------------------------------------------- |
| 01    | G Goodyear    | Vereinigte Staaten     | 358   | 493    | 72,62 % | 1960 | 1998 | Ayrton Senna (65), Nigel Mansell (32), Niki Lauda (24)                                         |
| 02    | P Pirelli     | Italien                | 347   | 499    | 69,54 % | 1950 | 2025 | Lewis Hamilton (86), Max Verstappen (44), Sebastian Vettel (42)                                |
| 03    | B Bridgestone | Japan                  | 168   | 244    | 68,85 % | 1976 | 2010 | Michael Schumacher (48), Mika Häkkinen (25), Lewis Hamilton (18)                               |
| 04    | M Michelin    | Frankreich             | 111   | 215    | 51,63 % | 1977 | 2006 | Fernando Alonso (15), René Arnoux (14), Alain Prost, Nelson Piquet, Juan Pablo Montoya (je 13) |
| 05    | D Dunlop      | Vereinigtes Konigreich | 076   | 175    | 43,43 % | 1950 | 1977 | Jim Clark (24), Stirling Moss (12), Graham Hill (8)                                            |
| 06    | F Firestone   | Vereinigte Staaten     | 060   | 132    | 45,45 % | 1950 | 1975 | Jacky Ickx (11), Jim Clark (9), Jochen Rindt (8)                                               |
| 07    | E Englebert   | Belgien                | 011   | 061    | 18,03 % | 1950 | 1958 | Juan Manuel Fangio (6), Mike Hawthorn (4), José Froilán González (1)                           |
| 08    | C Continental | Deutschland            | 008   | 013    | 61,54 % | 1954 | 1958 | Juan Manuel Fangio (7), Stirling Moss (1)                                                      |

unterstrichen = in der Saison 2025 für den Hersteller aktive Fahrer